# Rally Ireland
Rally Ireland var en deltävling i rally-VM 2007 och 2009, med bas i Belfast i Nordirland.
Rallyt kördes i både Irland och Nordirland.
Tävlingen hölls för första gången 2005 och inkluderades i VM-kalendern 2007 och 2009.

## Vinnare av Rally Ireland
| År   | Vinnare                     | Bil            |
| ---- | --------------------------- | -------------- |
| 2009 | Sébastien Loeb Daniel Elena | Citroën C4 WRC |
| 2008 | Inget VM-rally              | Inget VM-rally |
| 2007 | Sébastien Loeb Daniel Elena | Citroën C4 WRC |